# Yokohama (entreprise)
Pour les articles homonymes, voir Yokohama (homonymie).
La Yokohama Rubber Company, Limited (横浜ゴム株式会社, Yokohama Gomu Kabushiki-gaisha) est un manufacturier de pneumatiques japonais basé à Tokyo. En 2023, ce fabricant est le huitième manufacturier de pneus dans le monde et le troisième sur son marché domestique derrière Bridgestone et Sumitomo.

## Histoire
La compagnie est créée en 1917 après une union entre Yokohama Cable Manufacturing et BFGoodrich. Elle fit partie de la zaibatsu Furukawa fondée par Koga, aussi appelée Koga Zaibatsu, alors partie intégrante du complexe militaro-industriel formé par ces mêmes zaibatsu et pilier essentiel de l'empire japonais pendant la Seconde Guerre mondiale. 
Démantelée par les vainqueurs comme toutes les zaibatsu, celle-ci se reforme partiellement en 1954 sous l’impulsion de la Daiichi Bank (devenue Mizuho Bank) et de Furukawa Kikai Metals, à l'origine de la zaibatsu Furukawa sous le nom de « Furokawa sansui-kai ». Cette organisation bénévole pour l'amitié mutuelle a pour fonction l'échange d'informations et de permettre de stabiliser l’actionnariat par le biais de détentions croisées d'actions. Ce groupe comprenant pas moins de 488 entreprises à sa tête une dizaine d’entreprises dont Yokohama Rubber Co.
En 1969, l'entreprise se développe aux États-Unis sous le nom Yokohama Tire Company.
L'entreprise se spécialise dans la création de profils de bande de roulement durables afin de réduire la résistance au roulement, d'offrir une meilleure économie de carburant et de prolonger la durée de vie de la bande de roulement. De plus, chaque modèle est construit avec la technologie de la bande de roulement à pas variable afin que les conducteurs puissent bénéficier d'une conduite douce et silencieuse. Par ailleurs, elle ne fabrique pas uniquement des pneus mais aussi des jantes en alliage d'aluminium.
En mars 2016, Yokohama annonce l'acquisition pour 1,2 milliard de dollars de Alliance Tire Group, au fonds d'investissement KKR.
En juillet 2024, Goodyear annonce la vente de son activité de pneumatiques hors-route à Yokohama pour 905 millions de dollars.